# 2015 في جنوب إفريقيا
فيما يلي قوائم الأحداث التي وقعت خلال عام 2015 في جنوب أفريقيا.

## سياسة

### انتهاء فترة المنصب
- 16 أكتوبر – جون بلوك المجلس التنفيذي.

## رياضة
- 1 يناير – كأس الأمم الأفريقية 2015 المجموعة ج

## أفلام
من الأفلام التي صدرت هذه السنة في جنوب أفريقيا:
- 5 مارس – شاباي من إخراج نيل بلومكامب.

## وفيات

### يناير
- 7 يناير – آرشي راديبي (مواليد 1959) لاعب كرة قدم جنوب أفريقي.
- 29 يناير – سيدريك كوشنر (مواليد 1948)

### فبراير
- 6 فبراير – أندريه برينك (مواليد 1935) كاتب جنوب أفريقي.

### مارس
- 2 مارس – ديزموند دانيال (مواليد 1943) لاعب كركيت جنوب أفريقي.

### أبريل
- 7 أبريل – ريتشارد هينييكان (مواليد 1983) لاعب كرة قدم جنوب أفريقي.
- 21 أبريل – جون موشويو (مواليد 1965) لاعب كرة قدم جنوب أفريقي.

### مايو
- 11 مايو – جون هيوي (مواليد 1927) لاعب كرة قدم اسكتلندي.
- 23 مايو – بيتر كوربيت (مواليد 1940) لاعب كركيت جنوب أفريقي.

### يونيو
- 4 يونيو – إنا موراي (مواليد 1936) كاتبة جنوب أفريقية.
- 20 يونيو – إستر براند (مواليد 1922) منافِسة أوليمبية جنوب أفريقية.

### يوليو
- 28 يوليو – كلايف رايس (مواليد 1949) لاعب كركيت جنوب أفريقي.

### سبتمبر
- 13 سبتمبر – يان باين (مواليد 1949) لاعب كركيت جنوب أفريقي.